# Nachal Šimšon
Nachal Šimšon (hebrejsky: נחל שמשון) je vádí v Judských horách v Izraeli.
Začíná v nadmořské výšce přes 500 metrů jižně od vesnice Ksalon. Směřuje pak k západu prudce se zahlubujícím údolím se zalesněnými svahy, přičemž ze severu míjí horu Har Šimšon a Šluchat Hartuv. Východně od vesnice Nacham pak zprava ústí do potoka Sorek. Vádí je turisticky využívané. Na dolním toku je ale krajina narušena povrchovou těžbou kamene.